# Basket vid Stillahavsspelen
Basket vid Stillahavsspelen har spelats sedan 1963 för herrar och sedan 1966 för damer. Franska Polynesien är det mest framgångsrika laget på både herr- och damsidan med 5 titlar på respektive sida. Sedan 2019 spelas basketturneringar även i 3x3-varianten.

## Slutställning

### Herrar
| År   | Värdnation         | Final              | Final     | Final              | Match om tredjepris | Match om tredjepris | Match om tredjepris |
| År   | Värdnation         | Vinnare            | Resultat  | Tvåa               | Trea                | Resultat            | Fyra                |
| ---- | ------------------ | ------------------ | --------- | ------------------ | ------------------- | ------------------- | ------------------- |
| 1963 | Fiji               | Franska Polynesien | Gruppspel | Amerikanska Samoa  | Papua Nya Guinea    | Gruppspel           | Nauru               |
| 1966 | Nya Kaledonien     | Franska Polynesien | 42–23     | Nya Kaledonien     | Guam                | 63–47               | Papua Nya Guinea    |
| 1969 | Papua Nya Guinea   | Franska Polynesien | 56–39     | Papua Nya Guinea   | Nya Kaledonien      | 72–64               | Guam                |
| 1971 | Franska Polynesien | Franska Polynesien | 84–73     | Amerikanska Samoa  | Papua Nya Guinea    | 70–60               | Guam                |
| 1975 | Guam               | Guam               | 97–73     | Amerikanska Samoa  | Nya Kaledonien      | 77–74               | Franska Polynesien  |
| 1979 | Fiji               | Guam               | 113–106   | Franska Polynesien | Amerikanska Samoa   | 103–101             | Papua Nya Guinea    |
| 1983 | Västra Samoa       | Amerikanska Samoa  | 86–77     | Guam               | Västra Samoa        | 109–790             | Fiji                |
| 1987 | Nya Kaledonien     | Amerikanska Samoa  | 91–63     | Fiji               | Guam                | 101–870             | Nya Kaledonien      |
| 1991 | Papua Nya Guinea   | Amerikanska Samoa  | Gruppspel | Guam               | Franska Polynesien  | Gruppspel           | Fiji                |
| 1995 | Franska Polynesien | Franska Polynesien | 95–68     | Nya Kaledonien     | Fiji                | 89–86               | Guam                |
| 1999 | Guam               | Västra Samoa       | 66–63     | Guam               | Nya Kaledonien      | 80–72               | Fiji                |
| 2003 | Fiji               | Nya Kaledonien     | 71–63     | Guam               | Samoa               | 76–73               | Fiji                |
| 2007 | Samoa              | Fiji               | 95–58     | Guam               | Samoa               | 85–76               | Nya Kaledonien      |
| 2011 | Nya Kaledonien     | Nya Kaledonien     | 50–43     | Guam               | Franska Polynesien  | 57–49               | Fiji                |
| 2015 | Papua Nya Guinea   | Guam               | 78–61     | Fiji               | Franska Polynesien  | 83–73               | Papua Nya Guinea    |
| 2019 | Samoa              | Guam               | 83–74     | Franska Polynesien | Fiji                | 72–49               | Papua Nya Guinea    |

3x3
| År   | Värdnation | Final   | Final    | Final | Match om tredjepris | Match om tredjepris | Match om tredjepris |
| År   | Värdnation | Vinnare | Resultat | Tvåa  | Trea                | Resultat            | Fyra                |
| ---- | ---------- | ------- | -------- | ----- | ------------------- | ------------------- | ------------------- |
| 2019 | Samoa      | Guam    | 20–18    | Fiji  | Samoa               | 19–18               | Marshallöarna       |

### Damer
| År   | Värdnation         | Final              | Final     | Final              | Match om tredjepris | Match om tredjepris | Match om tredjepris |
| År   | Värdnation         | Vinnare            | Resultat  | Tvåa               | Trea                | Resultat            | Fyra                |
| ---- | ------------------ | ------------------ | --------- | ------------------ | ------------------- | ------------------- | ------------------- |
| 1966 | Nya Kaledonien     | Franska Polynesien | 35–31     | Papua Nya Guinea   | Fiji                | 42–30               | Nya Kaledonien      |
| 1969 | Papua Nya Guinea   | Papua Nya Guinea   | 35–33     | Franska Polynesien | Fiji                | 50–29               | Nya Kaledonien      |
| 1971 | Franska Polynesien | Papua Nya Guinea   | 58–41     | Franska Polynesien | Nya Kaledonien      |                     | Fiji                |
| 1975 | Guam               | Franska Polynesien | 37–33     | Papua Nya Guinea   | Nya Kaledonien      | 78–55               | Guam                |
| 1979 | Fiji               | Papua Nya Guinea   | 75–68     | Fiji               | Franska Polynesien  | 80–47               | Nya Kaledonien      |
| 1983 | Samoa              | Fiji               | 58–48     | Papua Nya Guinea   | Amerikanska Samoa   | 94–70               | Franska Polynesien  |
| 1987 | Nya Kaledonien     | Fiji               | 59–46     | Franska Polynesien | Papua Nya Guinea    | 95–37               | Guam                |
| 1991 | Papua Nya Guinea   | Papua Nya Guinea   | Gruppspel | Franska Polynesien | Fiji                | Gruppspel           | Nya Kaledonien      |
| 1995 | Franska Polynesien | Franska Polynesien | 64–44     | Fiji               | Nya Kaledonien      | 63–55               | Guam                |
| 1999 | Guam               | Franska Polynesien | 58–42     | Fiji               | Guam                | 70–55               | Amerikanska Samoa   |
| 2003 | Fiji               | Samoa              | 47–44     | Fiji               | Nya Kaledonien      | 68–52               | Franska Polynesien  |
| 2007 | Samoa              | Fiji               | 70–62     | Amerikanska Samoa  | Papua Nya Guinea    | 70–59               | Franska Polynesien  |
| 2011 | Nya Kaledonien     | Franska Polynesien | 59–47     | Nya Kaledonien     | Fiji                | 64–51               | Samoa               |
| 2015 | Papua Nya Guinea   | Fiji               | 75–61     | Amerikanska Samoa  | Franska Polynesien  | 62–51               | Papua Nya Guinea    |
| 2019 | Samoa              | Amerikanska Samoa  | 74–53     | Fiji               | Samoa               | 87–85               | Guam                |

3x3
| År   | Värdnation | Final   | Final    | Final     | Match om tredjepris | Match om tredjepris | Match om tredjepris |
| År   | Värdnation | Vinnare | Resultat | Tvåa      | Trea                | Resultat            | Fyra                |
| ---- | ---------- | ------- | -------- | --------- | ------------------- | ------------------- | ------------------- |
| 2019 | Samoa      | Fiji    | 20–90    | Cooköarna | Franska Polynesien  | 18–80               | Nya Kaledonien      |